# Julius Plücker
Julius Plücker (Elberfeld, 16 de junho de 1801 — Bonn, 22 de maio de 1868) foi um físico e matemático alemão. Estudou a espectrometria de gases rarefeitos. Desenvolveu métodos para estudo do desvio dos raios catódicos que passavam através de campos magnéticos, o que contribuiu para a descoberta do elétron. Na matemática, estudou e desenvolveu o conceito e o emprego de coordenadas analíticas.

## Vida

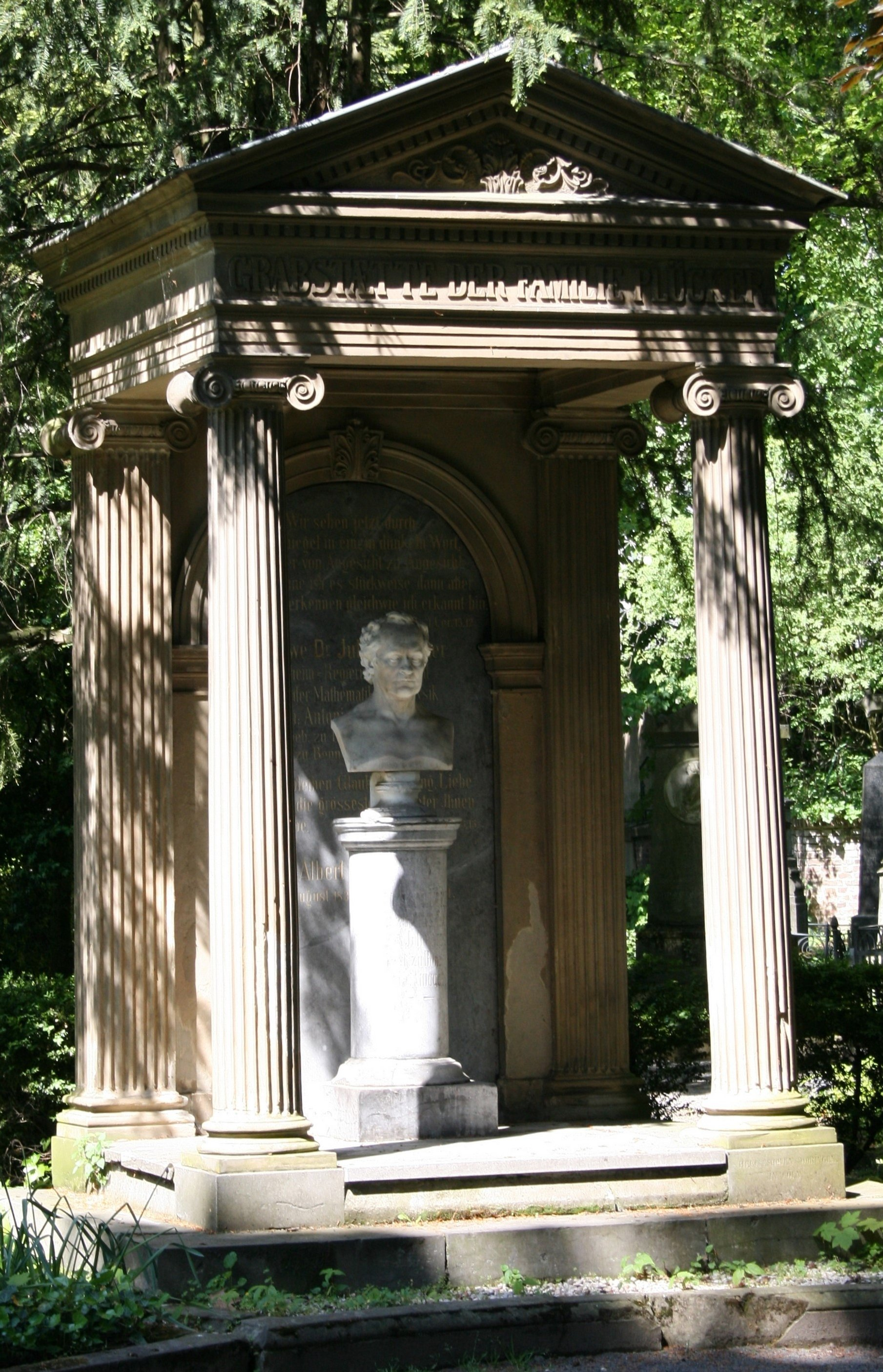
Sepultura de Plücker no Alter Friedhof Bonn

Plücker nasceu em Elberfeld (hoje parte de Wuppertal). Após ter estudado em Düsseldorf e na Universidade de Bonn, Universidade de Heidelberg e Universidade de Berlim, foi para Paris em 1823, onde foi influenciado pela escola francesa de geometria, cujo fundador, Gaspard Monge, havia falecido há pouco tempo. Em 1825 retornou a Bonn, e em 1828 se tornou professor de matemática. No mesmo ano, publicou o primeiro volume de Analytisch-geometrische Entwickelungen, onde apresentou pela primeira vez a ideia da notação geométrica simplificada. Em 1831 publicou o segundo volume, em que estabelece claramente uma base independente para a teoria da dualidade projetiva.
Em 1847 Plücker se torna professor de física em Bonn. Em 1858 publica o primeiro volume de suas pesquisas do efeito de imãs sobre a descarga elétrica em gases rarefeitos.